# Летняя школа «Достижения и приложения современной информатики, математики и физики»
Летняя Школа «Достижения и приложения современной информатики, математики и физики» (англ. Summer School «Achievements and Applications of Contemporary Informatics, Mathematics and Physics», укр. Літня Школа «Досягнення та застосування сучасної інформатики, математики та фізики») — международный научно-образовательный проект Научного общества студентов и аспирантов Национального технического университета Украины «Киевского политехнического института».
Летняя Школа AACIMP проходит каждое лето (традиционно в августе) с 2006 года в НТУУ «КПИ» (г. Киев, Украина). Как правило, продолжительность Школы — две недели.
Целевая аудитория проекта — студенты, аспиранты и молодые специалисты в области точных и естественных наук.

## История
В 2006 году Научное общество студентов и аспирантов НТУУ «КПИ» (НТСА КПИ) одним из первых на Украине (на тот момент подобных многопрофильных летних школ и семинаров существовало мало) запустило Летнюю Школу при НТУУ «КПИ» — научно-образовательный проект, объединяющий два больших блока — естественные и точные науки (отсюда и эмблема проекта — бабочка, левое крыло которой живое (символ живых систем), а правое — аттрактор Лоренца (символ неживых систем).
Первая Летняя школа «Достижения и приложения современной информатики, математики и физики» прошла с 6 по 20 августа 2006 года. Англоязычный вариант названия — Summer School «Achievements and Applications of Contemporary Informatics, Mathematics and Physics», первые буквы которого составляют аббревиатуру, ставшую брендом Школы — AACIMP.
Программа первой школы состояла из различных курсов, которые условно были разделены на 3 тематических блока: современные аспекты информатики; концепции современного природоведения; современная математика. Со временем условное разделение на тематические блоки трансформировалось в параллельные профильные стримы (направления). Так, с 2010 года программа Школы состоит из 3 или 4 параллельных стримов. Привычными для участников Школы стали стримы по исследованию операций, вычислительным нейронаукам, компьютерным наукам. Особенностью стримов является ежегодная смена центральной тематики (фокуса) стрима. Например, в 2012-м году стрим по компьютерным наукам был посвящён практическим аспектам разработки приложений для мобильных устройств, а в 2013-м основная тематика стрима — Машинное обучение (Machine Learning).
С развитием программной части Школы, вполне естественным стал переход от двуязычного формата (русский и английский) к 100 % англоязычному, поскольку участники и лекторы Школы представляют собой интернациональное научное сообщество.
За время работы Летней школы участники – студенты, аспиранты и молодые ученые из НТУУ «КПИ» и специализированных ВУЗов других стран – ознакомились с современными научными достижениями в области математики, физики, естествознания, информационных технологий, информатики и научной журналистики. Слушатели AACIMP-2012 приняли участие в практических и семинарских занятиях, проводили дискуссии с ведущими учёными и специалистами.
 — о Летней Школе AACIMP-2012

## Цели и задачи проекта
Главная цель проекта — популяризация науки среди молодежи.
Задачи:
- создание учебной программы, охватывающей новейшие тенденции научных дисциплин, представленных на стримах Школы;
- формирование у студентов и аспирантов интереса к науке и видения себя как части процесса развития мировой науки;
- формирование представления о специфике научной работы в разных странах мира;
- ознакомление участников Летней Школы с традициями различных научных школ;
- создание площадки для общения и обмена опытом между заинтересованными в науке студентами и аспирантами, а также их общения с известными учеными, исследователями и разработчиками.

Летняя Школа AACIMP дарит молодым ученым, студентам и аспирантам чудесную возможность расширить свой кругозор, больше узнать о новейших достижениях науки, высоких технологиях современности, обсудить актуальные вопросы научного и технического прогресса общества.
— IFORS

## Программа
Летняя школа AACIMP состоит из учебной и культурной программы. Учебная программа каждого из стримов представлена разными научными дисциплинами, объединёнными общей тематикой стрима.
В то же время, программа проекта не предусматривает подготовку участников в узкой научной сфере, а является, скорее, введением в определённую научную область, дает возможность расширить свой кругозор.
Основная часть дня на проекте посвящена лекциям и семинарам. Также проводятся круглые столы и пленарные лекции по междисциплинарным тематикам, предметные обучающие экскурсии в лаборатории и на предприятия, в соответствии с топиком стрима.
Помимо учебной программы, для участников Летней Школы предусмотрена насыщенная культурная программа — это пешие экскурсии по центру Киева и выезды в города-музеи восточно-славянской истории и культуры, всевозможные квесты, киноклуб, спортивные мероприятия, вечер настольных игр и многое другое.

## Преподаватели
Лекторы Летней Школы — известные исследователи и ученые, преподаватели ведущих университетов мира, представители компаний с мировым именем.
В 2012 году преподавателями Школы в том числе стали:
Стрим Исследование операций
- Д-р. Эрик Кропат (Университет бундесвера\ITIS, Институт теоретических компьютерных еаук, математики и исследования операций, Мюнхенский университет, Германия).
- Проф. Александр Макаренко (Институт прикладного системного анализа НТУУ КПИ, Украина)
- Проф. Олег Прокопьев (Отделение Индустриального Проектирования, Питтсбургский университет, США)
- Константин Третьяков (Отделение компьютерных наук, Тартуский университет, Эстония)
- Проф. Герхард-Вильгельм Вебер (Отделение математики финансов и Отделение вычислительных наук, Институт прикладной математики, Университет Среднего Востока, Турция; приглашенный профессор факультета экономики, менеджмента и юриспруденции, Зигенский университет, Германия; сотрудник Центра исследования оптимизации и контроля (CEOC), Университет Авейро, Португалия).

Стрим Нейронауки
- д-р Павел Белан (Институт физиологии им. А. А. Богомольца, Киев, Украина)
- д-р Евгения Белова (Научно-исследовательский институт нейрокибернетики им. А. Б. Когана Южного федерального университета, Ростов-на-Дону, Россия)
- д-р Антон Чижов (Физико-технический институт имени А. Ф. Иоффе РАН, Санкт-Петербург, Россия)
- проф. Виталий Дунин-Барковский (Научно-исследовательский институт системного анализа РАН, Москва, Россия)
- проф.Питер Эрди[англ.] (Колледж Каламазу, США; Исследовательский институт физики элементарных частиц и ядерной физики ВАН, Будапешт, Венгрия)
- проф. Джон Ринзель (Нью-йоркский государственный университет, Нью-Йорк, США; университет Цинхуа, Пекин, Китай)
- д-р Рубен Тикиджи Хамбурьян (Научно-исследовательский институт нейрокибернетики им. А. Б. Когана Южного федерального университета, Ростов-на-Дону, Россия; Луизианский государственный университет, Центр наук о здоровье, Новый Орлеан, США)
- д-р Нана Войтенко (Институт физиологии им. А. А. Богомольца, Киев, Украина)

Стрим Разработка программных приложений для мобильных платформ
- Иван Миллс — IT-консультант, работает в Netlight AB[англ.] (Швеция)
- Василий Савин — IT-консультант в UAB Sintagma (Литва), ассистент кафедры в Уппсальский университет; работает в Netlight AB (Швеция)
- Алексей Леонов — проектный менеджер и разработчик; работает в инвестиционном банке Phoenix Capital.

Стрим Современная энергетика
- проф. Ёсио Мацуки (Кафедра математических методов системного анализа, Институт Прикладного системного анализа, Национальный технический университет Украины «Киевский политехнический институт», Украина)
- д-р Мишель Шуа (Институт радиационной защиты и ядерной безопасности (IRSN, Франция)
- Ян Хаверкамп (работает в Гринпис; специалист-консультант в сфере ядерной энергетики и энергетической политики в центральной и Восточной Европе; Чехия, Голландия).
- проф. Валерий Пугач (заведующий отделом физики высоких энергий Института ядерных исследований НАН Украины, член Международного совета по сотрудничеству в экспериментах HEBA-B[англ.](DESY, Гамбург), LHCb (CERN, Женева), CBM (GSI-FAIR, Дармштадт)
- Риута Касада (адъюнкт-профессор, отделение Исследований современной атомной энергетики, отделение производства современной энергии, институт современной энергетики, Киотский университет, Япония).

## Участники
Участники проекта — студенты, аспиранты, молодые ученые и специалисты в области естественных и точных наук.
Проект «Летняя Школа AACIMP» «рассчитан на интеллектуальную социально активную молодежь, которая стремится к саморазвитию, интересуется современным состоянием науки и планирует в будущем заниматься научно-исследовательской и инновационной деятельностью.»